# Vasiljevski otok
Vasiljevski otok (rusko Васи́льевский о́стров, Vasíl'evskij óstrov) je otok v Sankt Peterburgu, Rusija, na meji z rekama Velika Nevka in Mala Nevka (v delti reke Neve) na jugu in severovzhodu ter ob Finskem zalivu na zahodu. Vasiljevski otok je od Dekabristovega otoka ločen z reko Smolenka. Skupaj tvorita ozemlje Vasiljeostrovskega rajona, upravne enote Sankt Peterburga.
Leži tik ob reki nasproti Zimskega dvorca in predstavlja velik del zgodovinskega središča mesta. Dva najslavnejša mostova Sankt Peterburga, Palačni most in Oznanjenski most, ga povezujeta s celino proti jugu. Borzni most in Tučkov most čez Malo Nevko ga povezujeta s Petrograjskim otokom. Vasiljevski otok služi Vasiljeostrovski in Primorski postaji metroja (linija 3). Na Vasiljevskem otoku načrtujejo izgradnjo novih podzemnih postaj z razširitvijo linije 4 (Oranžna linija) na Otok. Poleg tega otok oskrbujejo avtobusne in tramvajske linije.

## Zgodovina
Prvotno so načrtovalci želeli, da bi na Vasiljevskem otoku imeli kanale namesto ulic (podobno kot v Benetkah). Vendar se ta načrt ni nikoli uresničil in otok ima danes ulice.

## Etimologija
Ruski govorci razumejo ime otoka kot posesivni pridevnik, sestavljen iz ruskega moškega osebnega imena Vasilij ali morda iz priimka Vasiljev (izhaja iz 'Vasilij').
Obstajajo različne različice o tem, kdo je bil izvirnik Vasilij, čeprav so to morda napačne etimologije, saj je rusko ime otoka dejansko lahko rezultat njegovega prejšnjega švedskega ali finskega imena, ker je bil otok prikazan pod njimi na švedskih zemljevidih, preden se je po Veliki severni vojni začela današnja ruska zgodovina.
Prvi ruski zapis o otoku in pod njegovim sodobnim imenom najdemo v matični knjigi iz leta 1500 preiskav zemljišč (Piscsovaja kniga) Votske Pjatine, administrativne enote Novgorodske republike.
Manj verjetna je druga, kasnejša, z Vasiljem povezana etimologija iz 18. stoletja. Povezana je, tako kot številne druge mestne legende, z osebo ustanovitelja današnjega mesta Petra Velikega. Eden od njegovih najpomembnejših oficirjev in vojaških inženirjev, neki Vasilij Korčmin, je imel svojo topniško baterijo, da je na otoku obstreljeval švedsko mornarico in dobil carjeva pisma, naslovljena z 'Vasilij na Otoku', in s tem še en možen razlog imena otoka. Moški je dobil živahen kip v ulici za pešce na otoku. Finska etimologija lahko vodi do sestavljene besede Vasikkasaari na otoku Calf. Drugo znano finsko ime otoka je bilo Hirvisaari – Losov otok. 

## Topografija
Geografsko je otok sestavljen iz dveh glavnih delov. Jug in vzhod otoka sta stara, stavbe so večinoma iz 19. stoletja. Južni nasip (njegov zahodni del je poimenovan po univerzi Sankt Peterburg) ima nekatere najstarejše stavbe v mestu iz 18. stoletja. Ta del otoka je značilen po svoji pravokotni mreži ulic (prvotno so bile namenjene kanalom), s tremi vzdolžnimi prometnicami, imenovanimi prospekti – Bolšoj (Veliki), Srednij (Srednji) in Mali (Majhen) - ki segajo približno od vzhoda do zahoda in se s približno 30 Linii križajo, in tvorijo približno 15 posebej oštevilčenih ulic, ki potekajo pravokotno od juga proti severu. Otok se ponaša z najožjo mestno ulico, imenovano po umetniku Ilji Repinu.

## Znamenitosti
Vzhodni vrh otoka, imenovan Strelka (dobesedno 'puščica'), ima številne muzeje, vključno Stara peterburška borza (Bourse), kot tudi dva Rostralna stebra in je priljubljena turistična atrakcija. Stavbe, ki obdajajo Univerzitetno nabrežje ob Veliki Nevki, so Kunstkamera, Dvanajst kolegijev, Menšikova palača, Carsko akademija znanosti in cerkev sv. Andreja - vse iz 18. stoletja. V središču otoka je velik Muzej električnega prometa, ki ga urejajo ljubitelji prometne zgodovine. Temelji na najstarejši Vasileostrovski tramvajski remizi. Druga nedavna znamenitost je bil zasidran plavajoči osvetljen glasbeni vodnjak tik ob izlivu.
Za razliko od nabrežja Neve v zgodovinskem središču se je zahodni del otoka razvil veliko pozneje, v poznih sovjetskih časih in ima večinoma značilne sovjetske stanovanjske bloke. Leta 2003 je bil odprt spomenik Vasiliju, legendarnemu poveljniku topniške baterije Petra I., po katerem naj bi bil poimenovan otok.
Glavne stavbe Državne univerze v Sankt Peterburgu so na otoku in vključujejo Dvanajst kolegijev Domenica Tresinija (1722–44) in nekdanjo palačo Petra II. Ruskega.

## Gospodarstvo, znanost in kultura
V zadnjih stoletjih je Vasiljevski otok ponudil dom akademskemu življenju in različnim industrijam.

### Znanost in izobraževanje
Učne ustanove na otoku so Carska akademija znanosti s svojo bogato knjižnico, Državna univerza Sankt Peterburg (vključno z inštitutom za ruski jezik in kulturo), Kadetski korpus 1. armade (kasneje Vojaška akademija za oskrbo in logistiko) in Mornariški kadetski korpus in (med novejšimi organi) Akademija za državno upravo (zdaj imenovana Severozahodni inštitut Ruske predsedniške akademije za nacionalno gospodarstvo in javno upravo). Mnoge od teh organizacij zasedajo zgodovinsko pomembne stavbe (na primer Rudarski inštitut v Sankt Peterburgu).
Ruska akademija znanosti s svojimi podružnicami je že od nekdaj imela številne svoje raziskovalne ustanove v zibelki - na otoku. Tu si inštituti: študij tal, zoologija, optika, aerofotogrametrija, predkambrijska in splošna geologija, polimeri, svetovna etnografija in antropologija, fiziologija, kemija silikatnih in ognjevarnih spojin. Inštitut za rusko literaturo (znan kot Puškinova hiša), ki je verjetno najbolj znan izmed inštitutov, hrani rokopise in arhive uglednih ruskih pisateljev preteklosti in sedanjosti.
Številne ustanove vzdržujejo muzeje, nekateri so odprti za širšo javnost. Nekatere ne zahtevajo niti obvezne predhodne rezervacije niti predhodne priprave obiskov samo za skupine (na primer Kunstkamera in Zoološki muzej Zoološkega inštituta Ruske akademije znanosti). Za druge so potrebni vnaprej organizirani obiski, na primer Literarni muzej v Puškinovi hiši ali Muzej preučevanja tal  Ruske akademije za kmetijske znanosti.

### Industrija
Otok ima, tako kot mnoga druga območja v središču mesta, številne dobro razvite industrije in tovarne, od ladjedelništva do izdelave klavirjev in industrijske peke kruha.
Zdaj, v domnevno postindustrijski dobi, so številne zgradbe nekdanjih tovarn preuredili v druge namene, kot je nekdanja tovarna klavirjev Jacoba Beckerja.
Oskrba z energijo za številne industrijske objekte in stanovanja na otoku zagotavlja kogeneracijska termoelektrarna.
Ena od treh največjih ladjedelnic v Sankt Peterburgu je Baltijskij zavod (Балтийский завод - rus. 'Baltska ladjedelnica' ). Načrti zasebnih investitorjev načrtujejo preselitev tovarne v Kronshtadt, da bi ustvarili načrte za razvoj stanovanj.
Spremenil naj bi se tudi del ali celotno območje nekdanje železarne (Staleprokatnij zavod - rus. Сталепрокатный завод ), ki je danes znan kot Sanktpeterburška livarna za natančne zlitine (Peterburgskij zavod precizionnyh splavov).
Od 1950-ih let do nedavnega so vse tekoče stopnice iz metro in tudi vsi za podzemne železniške sisteme nekdanje Sovjetske zveze izdelovali od v Zavodu Eskalator, danes znan kot LATRES (rus. ЛАТРЭС). Zdaj izdelujejo premične stopnice tudi za trgovske centre po Rusiji.
Glavni proizvajalec električnih in signalnih kablov je Sevkabel. Tradicionalna panoga obdelave kovin zdaj ta industrija vključuje tudi proizvodnjo optičnih vlaken.
Pomorska in potrošniška elektronika sta bili oblikovani v številnih objektih na otoku (glej npr. Http://www.rimr.ru/eng/), eden od njih je nacionalizirana tovarna Siemens & Halske, ki je bila v sovjetskih časih znana kot Zavod (Nikolaja) Kozickogo, ki izdeluje barvne televizijske sprejemnike Raduga (rus. 'mavrica'). Zdaj je to skupina Raduga.
Kot vsako drugo okrožje Sankt Peterburga je v sovjetskem času tudi otok imel svojo industrijsko pekarno (rus. hlebozavod - хлебозавод) - Vasileostrovski hlebozavod, ki je zdaj podružnica skupine Fazer. 

### Cerkve
Na otoku je bila v letih 1874–1876 zgrajena luteranska cerkev svetega Mihaela.